# Dociostaurus brachypterus
Dociostaurus brachypterus är en insektsart som först beskrevs av Demirsoy 1979.  Dociostaurus brachypterus ingår i släktet Dociostaurus och familjen gräshoppor. Inga underarter finns listade i Catalogue of Life.